# AkelPad
AkelPad — свободный текстовый редактор с открытым исходным кодом для операционных систем Microsoft Windows, но может свободно быть запущен под Wine и работать под управлением Unix-подобных операционных систем, таких как Linux. Распространяется под лицензией BSD. Программа была написана и разрабатывалась Алексеем Кузнецовым с 2003 по 2006 годы, позже у проекта появился новый разработчик, Шенгальц Александр.
Является очень мощным и быстрым текстовым редактором, обладает самым необходимым функционалом, который можно расширить за счет плагинов. Начиная с версии 4.0.0 alpha 1 AkelPad использует свой собственный контрол AkelEdit вместо входящего в Windows Rich Edit, что даёт ему совершенно новые возможности по управлению и поведению текста в окне.

## Возможности
- Однооконный режим (SDI), многооконный режим (MDI), псевдо-многооконный режим (PMDI).
- Редактирование файлов размером более 64K (вообще, размер редактируемого файла теоретически не ограничен).
- Полная поддержка Unicode строк на Unicode системах (NT/2000/XP/2003).
- Работа с кодировками Unicode (UTF-16 little endian, UTF-16 big endian, UTF-8, UTF32-LE, UTF32-BE).
- Работа с любой кодовой страницей, установленной в системе.
- Работа с DOS/Windows, Unix и Mac форматами перевода строки.
- Предпросмотр открытия файлов.
- Корректное отображение псевдографики.
- Блочное выделение текста.
- Многоуровневый откат действий.
- Быстрые поиск/замена строк текста.
- Запоминание кодировки, позиции курсора, выделения и цветовых отметок в файле.
- Печать (в том числе цветная) и предпросмотр.
- Поддержка языковых модулей.
- Поддержка плагинов (подсветка синтаксиса, автодополнение, сворачивание кода, запуск скриптов, клавиатурные макросы, возможность создавать собственные тулбары, меню, в том числе контекстные, и т. д.).

## Награды
Является лауреатом премии журнала PC Magazine/RE за 2008 год.